# 일처다부제동물
일처다부제동물(一妻多夫制動物,polyandry)은 암컷 한 마리가 수컷 여러 마리와 짝짓기를 하여 짝이 이루어지는 동물을 이르는 말이다. 이러한 일부다부제는 일부 조류등에서 나타난다. 동물들의 짝짓기 형태인 복혼의 일종이다.

## 가설
일처다부제 동물들의 생활상은 작동 성비(Operational sex ratio)하에서 일처다부제의 성립과 유지가 필요한 이유들을 제시한다.
| 선천적 요인                            | 후천적 요인       |
| 근친교배약세 회피가설(유전다양성 가설) | 추가자원확보설    |
| 최적 유전자 획득 가능설                | 영아살해 억제가설 |

## 바위종다리
한편 바위종다리 새의  개체군에대한 연구들에서 보고되는바와같이 같은 종에서조차 암컷과 수컷의 성비 밀도나 유전적 자원의 형태 또는 이들이 속한 환경에서의 자원의 분포상황등 다양한 조건들에 의해서 복잡한 짝짓기형태 즉 일처다부제, 일부다처제, 일부일처제,다처다부제등이 확인된바있다. 이는 개체군이 생존과 번식을 위해 유전적 진화뿐만아니라 이들이 속한 환경에서 사회적 제도에 대한 유동성이라는 짝짓기 전략면에서 까지도 폭넓게 진화시킬 수 있음을 보여준다.

## 같이 보기
- 성선택
- 다윈퍼즐
- 일부다처제